# 즐거운 저녁길 (KBS창원방송총국)
즐거운 저녁길은 KBS창원 해피FM에서 방송했던 퇴근길 라디오 프로그램이다.

## 역사
2006년 11월 27일에 첫방송을 시작했으며, 원래는 매일 방송이었으나, 2016년 4월 25일부터 평일 방송으로 축소되어 방송하다가, 2024년 12월 31일 방송을 18년 만에 마지막으로 폐지되었다.

## 역대 방송시간
| 방송 채널      | 방송 기간                          | 방송 시간                                                 |
| -------------- | ---------------------------------- | --------------------------------------------------------- |
| KBS창원 해피FM | 2006년 11월 27일 ~ 2008년 4월 20일 | 월~토요일 저녁 6:10 ~ 밤 8:00, 일요일 저녁 6:05 ~ 밤 8:00 |
| KBS창원 해피FM | 2008년 4월 21일 ~ 2008년 11월 16일 | 매일 저녁 6:05 ~ 밤 8:00                                  |
| KBS창원 해피FM | 2010년 4월 19일 ~ 2016년 4월 24일  | 매일 저녁 6:05 ~ 밤 8:00                                  |
| KBS창원 해피FM | 2008년 11월 17일 ~ 2010년 4월 18일 | 매일 저녁 6:05 ~ 저녁 7:35                                |
| KBS창원 해피FM | 2016년 4월 25일 ~ 2017년 2월 17일  | 평일 저녁 6:05 ~ 밤 8:00                                  |
| KBS창원 해피FM | 2017년 2월 20일 ~ 2024년 12월 31일 | 평일 저녁 6:00 ~ 밤 8:00                                  |

## 역대 DJ
| 대수 | 진행자 | 진행 기간                    |
| ---- | ------ | ---------------------------- |
| 1대  | 김윤호 | 2006년 11월 27일 ~ 일자 미상 |
| 2대  | 김성수 | 일자 미상 ~ 2024년 12월 31일 |